# Sint-Antelinks

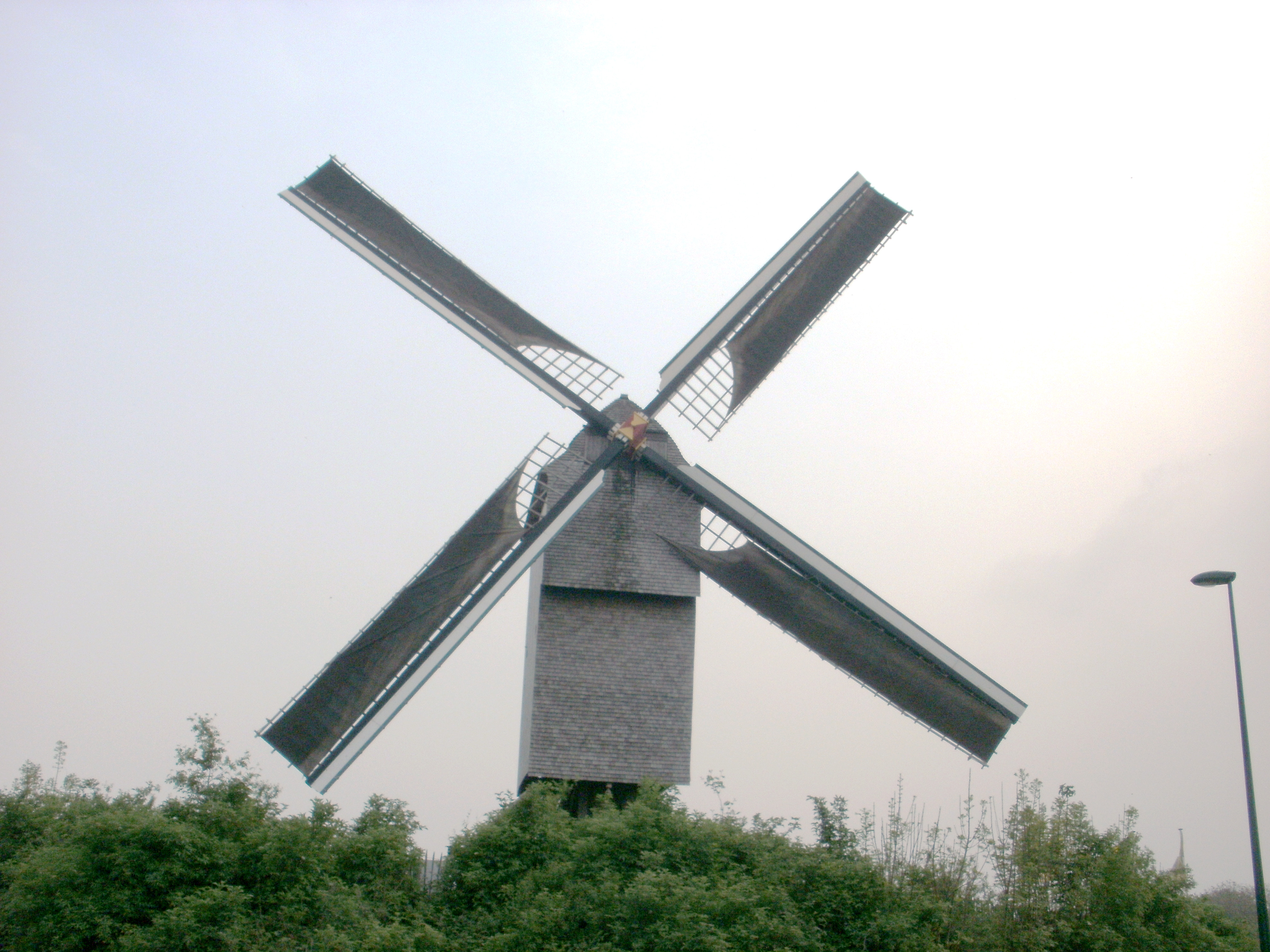
Buysesmolen

Sint-Antelinks is een dorp in de Belgische provincie Oost-Vlaanderen en een deelgemeente van Herzele, het was een zelfstandige gemeente tot aan de gemeentelijke herindeling van 1977. De plaats is met haar 338 ha de kleinste deelgemeente van Herzele. Het hoogste punt ligt op 84 meter en het laagste punt op 29 meter. Het dorp ligt in de Denderstreek.

## Geschiedenis
In een akte uit 966 (kopie 15e eeuw) duikt de naam Ramnesbecca, dit is Ransbeek, voor het eerst op. Het is een zeer oude plaatsnaam van Germaanse oorsprong, ontstaan door de samenvoeging van raaf en beek. Het eerste lid is niet de bekende vogel, maar eerder de Germaanse persoonsnaam Raaf. De vorm becca ontstond uit Germaans baki (beek), door inwerking van de umlaut. Deze benaming vinden we heden nog terug in de "Ransbeekstraat", "Hof te Ransbeke" en in de "Ransbeek" zelf. Het is pas in 1299 dat het dorp onder zijn huidige naam tevoorschijn komt.
Haar geschiedenis loopt lange tijd parallel met die van het buurdorp Woubrechtegem. Tot 1630 waren beiden een 's graven propre dorp', onder rechtstreeks bestuur van de Graaf van Vlaanderen. Later behoorden ze als leen tot de Ninoofse abdij. Pas in 1795 werden ze, door toedoen van de Franse bezetter, een volwaardige zelfstandige gemeente.
Eeuwenlang domineerden twee boerderijen de landbouwbedrijvigheid in Sint-Antelinks. Het "Hof te Roeselare" (in de Mutsaardstraat), reeds vermeld in 1002, was bezit van de Norbertijnen van Ninove. Het "Hof te Ransbeek" (in de gelijknamige straat) behoorde tot de Nijvelse abdij. In de 12de eeuw heette dit oord nog "Ransbecca". Vanwaar de latere naam komt, is niet meteen duidelijk.

## Bezienswaardigheden
- De Sint-Gertrudiskerk van 1847-1848 met een toren uit ongeveer 1700. Het beschermde orgel in de kerk is gebouwd door een van de telgen van de Familie Van Peteghem. Een hardnekkig gerucht gaat dat toen Napoleon de streek bezette, hij de spits van de toren afbrak om zo een overzicht te hebben over de streek en eventueel oprukkende troepen. Bij helder weer kan men de kerk en de Oudenbergkapel van Geraardsbergen zien liggen.
- Sinds 2003 is de pastorie beschermd.
- De Buysesmolen. Buiten het dorp stond een houten standerdmolen uit 1427. De in 1944 beschermde windmolen Ter Rijst of Buyssemolen (lokaal genoemd naar de laatste molenaarsfamilie) stortte in de zomer van 1976 in. Restauratieplannen werden kort na de instorting opgemaakt door Ro Berteloot, architect-molinoloog. In 2005 zijn nieuwe plannen gemaakt om de staakmolen te reconstrueren. In het najaar van 2007 werden de restauratiewerken aanbesteed en een jaar later, op 21 oktober 2008, werd met het werk begonnen door een molenbouwer uit het West-Vlaamse Beveren. Met een speciaal transport werd de molen overgebracht van West-Vlaanderen naar Sint-Antelinks. De maalvaardige molen werd plechtig ingehuldigd op 15 augustus 2009.

## Natuur en landschap
Sint-Antelinks ligt in de Vlaamse Ardennen en de hoogte bedraagt 29-83 meter. Op de grens van Sint-Antelinks met Sint-Lievens-Esse ligt het Duivenbos. Dit bronbos is gelegen in een komvormig dal en herbergt een mooie voorjaarsflora met o.a. Bosanemoon, Daslook, Dagkoekoeksbloem en Dotterbloem. Het beheer van het bos is in handen van een lokale afdeling van Natuurpunt.

## Demografische ontwikkeling
- Bronnen:NIS, Opm:1831 tot en met 1970=volkstellingen; 1976 = inwoneraantal op 31 december

## Toerisme
Door dit dorp loopt onder meer de Denderroute zuid en Denderende steden.

## Evenementen
- Jaarlijks voert de plaatselijke toneelvereniging "Het 2de Bedrijf", voorheen Ransbecca genaamd, een theaterstuk op. Het stuk, meestal een komedie, verzamelt de inwoners van Sint-Antelinks en van de vele dorpen in de omtrek elk jaar in de parochiale zaal.

## Sport
In Sint-Antelinks speelt de voetbalclub Eendracht Wit-Zwart 93 Sint-Antelinks.

## Geboren in Sint-Antelinks
- Jules Victor Daem (1902-1993), voormalig bisschop van het bisdom Antwerpen. Hij verbleef tijdens zijn vroege jeugd op een boerderij gelegen in de Mutsaardstraat 6a. Op heden is Galerie Cammu er gevestigd. Hetgeen aan die tijd doet herinneren zijn de stallingen, voederbakken en de restanten van de oorspronkelijke boerderij die nu dienstdoet als tuinmuur.

## Nabijgelegen kernen
Woubrechtegem, Aspelare, Smeerebbe, Steenhuize, Sint-Lievens-Esse
Deelgemeenten: Borsbeke · Herzele · Hillegem · Ressegem · Sint-Antelinks · Sint-Lievens-Esse · Steenhuize-Wijnhuize · Woubrechtegem

Belgische gemeenten · Arrondissement Aalst · Oost-Vlaanderen · Vlaanderen